# GRUB
GRUB (Grand Unified Bootloader) is een bootloader waarmee een computer gestart wordt. Oudere computersystemen gebruikten opstartcode uit het BIOS om daarna het besturingssysteem van een aangesloten schijf te halen.
De ontwikkeling van steeds grotere schijven, USB, meer geheugen en snellere processoren maakte het opstarten van een computer steeds complexer. Ook de wens om meer dan één besturingssysteem op een computer te kunnen gebruiken droeg bij aan de ontwikkeling van bootmanagers zoals GRUB.
GRUB 2 is sinds de 2014 de standaardbootloader van de meeste Linuxdistributies en kan zowel overweg met UEFI/GPT als met het verouderde BIOS/MBR. De huidige versie is 2.06 uit 2021.

## Werking BIOS/MBR
GRUB kan de besturingssystemen GNU/Linux, GNU/Hurd, FreeBSD, NetBSD en OpenBSD automatisch laden. Andere besturingssystemen kunnen geladen worden door middel van chainloading (het laden van een andere bootloader in plaats van een kernelimage).
Aangezien de code van GRUB te groot is voor de MBR verloopt het opstarten in verschillende fasen:
- 1: De code in de MBR (Stage 1) laadt de code die zich in de resterende sectoren van de eerste track van een partitie bevindt.
- 2: De code van fase 2 biedt de mogelijkheid een kernel te starten door middel van een menu of commando.

## Verschillen met Lilo
Lilo, wat staat voor Linux Loader, was de voorganger van GRUB. Enkele verschillen:
- Lilo heeft geen interactieve commandomode.
- Lilo biedt geen mogelijkheid om de computer vanaf het netwerk te booten.
- Lilo slaat de configuratie betreffende de locaties van kernelimages op in de MBR. Dit heeft tot gevolg dat de MBR overschreven moet worden indien de configuratie verandert, wat een zeker risico inhoudt.